# Max Schneider (Journalist)
Max Schneider (* 18. Mai 1853 in Muncks; † 18. November 1933 in Rostock) war ein deutscher Publizist, Verleger und Propagandist des frühen Skilaufs.

## Leben
Nach Abitur und einigen Semestern Volkswirtschaft kaufte Schneider ein Landgut, das er sechs Jahre bewirtschaftete, ehe er nach Berlin zog, wo er von Mitte der 1880er Jahre an  als Verleger und Schriftsteller tätig wird. 1890 kauft er die Zeitschrift Der Tourist und es gelang ihm sie zum offiziellen Organ des Verbandes Deutscher Touristen-Vereine zu machen.  Angeregt durch die Erfolge Fridtjof Nansens (und oft diesen nur in deutscher Übersetzung paraphrasierend) lässt er sich von der Begeisterung für den Wintersport leiten und bringt damit die Zeitschrift von anfänglichen 3000 auf eine Auflage von 10000 Stück. 1892 gibt er einen Sonderdruck der Zeitschrift über Das Schneeschuhlaufen und seine Verwendung für Jagd, Sport und Verkehr heraus, in der Folge neben der Zeitschrift auch Bücher zum Skilauf. 1893 gründet er die Vereinigung Berliner Schneeschuhläufer, lässt Skier produzieren und verkauft diese mit Hilfe seiner Publikationen und Vereine.   Nach dem Weltkrieg siedelt er nach Rostock über, wo er ebenfalls einen Skiclub gründet.
Die beginnende Skibewegung wurde durch die wirtschaftliche Lage begünstigt, sodass sie sich auch schnell international etablieren konnte und auch schon 1924 Teil der olympischen Bewegung wurde. Schneider konnte von dieser Entwicklung profitieren und hat sie selbst in Deutschland vorangetrieben, während Skipioniere wie Arthur Ulrichs von der Bewegung keinen Nutzen hatten. Während Allen und Falkner Schneider für einen wichtigen Propagandisten des Skilaufes halten hält ihm Ulmrich vor allem vor, dass er so wenig Ahnung vom Skilauf hatte und vor allem das kommerzielle Potenzial ausschöpfte. Unter den Bedingungen des nationalsozialistischen Staates wurde Schneider 1933 zum Ehrenmitglied des Norddeutschen Skiverbandes.